# Тимофєєв Володимир Васильович
Володимир Васильович Тимофєєв (рос. Владимир Васильевич Тимофеев; нар. 24 вересня 1961, Красногорськ, Московська область, РРФСР, СРСР) — російський актор театру та кіно. Заслужений артист Росії (2006).

## Життєпис
Володимир Тимофєєв народився 24 вересня 1961 року в місті Красногорську Московської області.
Кінодебютував у 1988 році, зігравши роль Ручйова у військовій драмі режисера Олексія Салтикова «За все заплачено».
У 1989 році закінчив Театральне училище імені М. С. Щепкіна, курс В.Сафронова.
З 1991 року — актор МХАТу ім. Чехова.

## Театр
- «Лихо з розуму» — Горич;
- «Борис Годунов»Щелкалов;
- «Борис Годунов»Сухарєв';
- «Злочин і кара» Свидригайлов; Маляр;
- «Подружнє життя»Юган;
- «Гарне життя» — Перший солдат;
- «Маскарад» — Доктор;
- «Нулі» — Вацлав Гавел;
- «Найголовніше» — Лукан;
- «Скрипка і трошки нервово» — Секретар;
- «Учитель словесності» — Доктор;
- «Останній день літа» — Юрик;
- «Біла гвардія» — Болбочан;
- «Вишневий сад» — Перехожий;
- «Пампушка» — Луазо;
- «Ундіна» — Русалчин цар;
- «Дворянське гніздо» — Гедеоновскій;
- «Майстер і Маргарита» — Поплавський.

## Фільмографія
| Рік       |   | Українська назва             | Оригінальна назва               | Роль                                            |
| --------- | - | ---------------------------- | ------------------------------- | ----------------------------------------------- |
| 2018      | с | Сусіди                       | Соседи                          | Віктор Ширшиков, головна роль                   |
| 2018      | с | Годунов                      | Годунов                         | Сава                                            |
| 2016      | с | СуперБоброви                 | СуперБобровы                    | воєнком                                         |
| 2015      | с | Ефект Матрони                | Эффект Матроны                  | Семен Вяткін                                    |
| 2015      | ф | Країна чудес                 | Страна чудес                    | Володимир, батько нареченої                     |
| 2017—2018 | с | Лісник. Своя земля           | Лесник. Своя земля              | Васька Большаєв                                 |
| 2013      | с | Між нами, дівчатами          | Между нами, девочками           | Павло Петрович, сусід на дачі                   |
| 2012      | ф | Одного разу в Ростові        | Однажды в Ростове               | Григорій Тимофєєв, водій інкасаторської автівки |
| 2011—2012 | с | Лісник                       | Лесник                          | Васька Большаєв                                 |
| 2011      | ф | Мій тато Баришніков          | Мой папа Барышников             | епізодична роль                                 |
| 2010      | с | Сивий мерин                  | Сивый мерин                     | секретар Турчака                                |
| 2009      | с | Люди Шпака                   | Люди Шпака                      | Добрейко                                        |
| 2009      | с | Братани                      | Братаны                         | Анатолій Бобрикін, дільничий міліціонер         |
| 2008      | с | Пригоди нотаріуса Неглінцева | Похождения нотариуса Неглинцева | маляр                                           |
| 2008      | ф | Друге дихання                | Второе дыхание                  | Гурій Фомін                                     |
| 2007      | с | Морська душа                 | Морская душа                    | Бакуменко, старпом                              |
| 2005      | с | Приватний детектив           | Частный детектив                | Онучін                                          |
| 2002      | с | Самозванці                   | Самозванцы                      | міліціонер                                      |
| 2000      | с | Кордон. Тайговий роман       | Граница. Таёжный роман          | цирковий артист                                 |
| 1994      | ф | Чорний клоун                 | Чёрный клоун                    | Олег Морозов, науковий співробітник             |
| 1992      | ф | Гонгофер                     | Гонгофер                        | Чекмарьов                                       |
| 1991      | ф | Ближнє коло                  | Ближний круг                    | епізодична роль (немає в титрах)                |
| 1990      | ф | Повість непогашеного місяця  | Повесть непогашенной луны       | посильний                                       |
| 1988      | ф | За все заплачено             | За всё заплачено                | Ручьйов                                         |